# Tomás Conechny
Tomás José Conechny (Comodoro Rivadavia, Chubut, Argentina; 30 de marzo de 1998) es un futbolista argentino que se desempeña cómo extremo izquierdo y su equipo actual es el Racing Club de la Primera División de Argentina.

## Trayectoria
Comisión de Actividades Infantiles
Tomás Conechny surgió en el futsal de Deportivo Comodoro hasta recalar en la CAI (Comisión de Actividades Infantiles) en 2008.
En enero de 2014 recibió una invitación del Liverpool para ir a conocer las instalaciones en Inglaterra y someterse a una prueba, aunque no fue llevado a cabo su pase a los Reds.
San Lorenzo
El club San Lorenzo de Almagro adquirió el 80% del pase de Tomás Conechny en 300 mil dólares, club en donde se encontraba en ese entonces jugando en las divisiones inferiores. El 16 de octubre de 2016, debutó en primera división contra Arsenal de Sarandí, en condición de visitante.
Portland Timbers
El equipo de la Major League Soccer, primera división de Estados Unidos, se hizo de él en 2018, luego de estar por dos años en el conjunto argentino. En 2020 el equipo salió campeón de la Major League Soccer (MLS) de Estados Unidos.
En el club estadounidense consiguió una seguidilla de partidos en donde consiguió sus primeros goles, en el año 2021 quedó libre del club.
Deportivo Maldonado
El equipo que milita en la Primera División de Uruguay consiguió asentarse en 2021, único año en el club, en donde logró una buena cantidad de participaciones en el mismo año.
Almagro
Retornando al país, de manera libre llegó al club que milita en la Primera Nacional, segunda división de Argentina en donde se le otorgó el dorsal número 10, ganándose con el club la titularidad en el ataque.
Godoy Cruz
El 14 de diciembre de 2022, Conechny firmó con el Club Deportivo Godoy Cruz Antonio Tomba, que disputa la Liga Profesional de Fútbol Argentino, siendo ésta la Primera División del Fútbol Argentino. El club tombino cuenta con el 80% del pase.

## Selección nacional

### Selección Argentina Sub-15
En agosto de 2013 fue convocado por el técnico Miguel Ángel Lemme para disputar la Copa de Naciones Sub-15 llevada a cabo en México. El 12 de agosto disputó el encuentro por la tercera fecha de dicho certamen como titular y anotando uno de los cinco goles que Argentina le convirtió a Cuba en la victoria 5-0, a los 20' del primer tiempo. Fue decisivo en la obtención del primer puesto, ya que, marcó el único tanto del partido que sirvió para darle el título a la albiceleste en la final frente a Uruguay, luego de una jugada individual extraordinaria.
En noviembre de 2013 formó parte de la Selección Argentina Sub-15, disputando el Campeonato Sudamericano Sub-15 de 2013 en Bolivia. El 24 de noviembre marca un doblete frente a Perú que sirvió para empatar el partido con La Rojiblanca 4 a 4. El 28 de noviembre la selección queda eliminada frente a Colombia luego de caer por 2-0. El 30 de noviembre se jugó por el tercer puesto frente a Chile, partido que, Argentina ganó 2-0 y se quedó con un lugar en el podio.

#### Detalle
| \| N.º \| Fecha \| Estadio \| Local \| Resultado \| Visitante \| Goles \| Asist. \| Competición \| \| ----- \| ---------- \| ---------------------------------------------------- \| --------- \| --------- \| ---------- \| ----- \| ------ \| ------------------------------ \| \| 1 \| 10-08-2013 \| CECAP, México, D. F., México \| Argentina \| 1-1 \| Costa Rica \| \| \| Copa México de Naciones Sub-15 \| \| 2 \| 12-08-2013 \| CECAP, México, D. F., México \| Argentina \| 5-0 \| Cuba \| \| \| Copa México de Naciones Sub-15 \| \| 3 \| 14-08-2013 \| CECAP, México, D. F., México \| Chile \| 1(3)-1(4) \| Argentina \| \| \| Copa México de Naciones Sub-15 \| \| 4 \| 16-08-2013 \| CECAP, México, D. F., México \| Paraguay \| 0-2 \| Argentina \| \| \| Copa México de Naciones Sub-15 \| \| 5 \| 18-08-2013 \| Estadio Azteca, México, D. F., México \| Uruguay \| 0-1 \| Argentina \| \| \| Copa México de Naciones Sub-15 \| \| 6 \| 16-11-2013 \| Estadio IV Centenario, Tarija, Bolivia \| Argentina \| 2-1 \| Ecuador \| \| \| Sudamericano Sub-15 \| \| 7 \| 18-11-2013 \| Estadio IV Centenario, Tarija, Bolivia \| Bolivia \| 1-2 \| Argentina \| \| \| Sudamericano Sub-15 \| \| 8 \| 24-11-2013 \| Estadio IV Centenario, Tarija, Bolivia \| Argentina \| 4-4 \| Perú \| \| \| Sudamericano Sub-15 \| \| 9 \| 28-11-2013 \| Estadio Ramón Tahuichi Aguilera, Santa Cruz, Bolivia \| Colombia \| 2-0 \| Argentina \| \| \| Sudamericano Sub-15 \| \| Total \| \| Presencias \| 9 \| \| Goles \| 4 \| 0 \| \| |            |                                                      |           |           |            |       |        |                                |
| N.º | Fecha      | Estadio                                              | Local     | Resultado | Visitante  | Goles | Asist. | Competición                    |
| 1 | 10-08-2013 | CECAP, México, D. F., México                         | Argentina | 1-1       | Costa Rica |       |        | Copa México de Naciones Sub-15 |
| 2 | 12-08-2013 | CECAP, México, D. F., México                         | Argentina | 5-0       | Cuba       |       |        | Copa México de Naciones Sub-15 |
| 3 | 14-08-2013 | CECAP, México, D. F., México                         | Chile     | 1(3)-1(4) | Argentina  |       |        | Copa México de Naciones Sub-15 |
| 4 | 16-08-2013 | CECAP, México, D. F., México                         | Paraguay  | 0-2       | Argentina  |       |        | Copa México de Naciones Sub-15 |
| 5 | 18-08-2013 | Estadio Azteca, México, D. F., México                | Uruguay   | 0-1       | Argentina  |       |        | Copa México de Naciones Sub-15 |
| 6 | 16-11-2013 | Estadio IV Centenario, Tarija, Bolivia               | Argentina | 2-1       | Ecuador    |       |        | Sudamericano Sub-15            |
| 7 | 18-11-2013 | Estadio IV Centenario, Tarija, Bolivia               | Bolivia   | 1-2       | Argentina  |       |        | Sudamericano Sub-15            |
| 8 | 24-11-2013 | Estadio IV Centenario, Tarija, Bolivia               | Argentina | 4-4       | Perú       |       |        | Sudamericano Sub-15            |
| 9 | 28-11-2013 | Estadio Ramón Tahuichi Aguilera, Santa Cruz, Bolivia | Colombia  | 2-0       | Argentina  |       |        | Sudamericano Sub-15            |
| Total |            | Presencias                                           | 9         |           | Goles      | 4     | 0      |                                |

No incluye partidos amistosos.

### Selección Argentina Sub-17
El 1 de marzo de 2014 estuvo entre los 18 convocados por el técnico Miguel Ángel Lemme para disputar el Torneo masculino de fútbol en los Juegos Suramericanos de 2014 con la Sub-17 en el cual ganó la medalla de plata.>
El 25 de enero de 2015, Miguel Ángel Lemme incluyó a Conechny en la Preselección Sub-17 de 31 jugadores para disputar el Campeonato Sudamericano Sub-17 a disputarse en Paraguay, de esta nómina quedarán 22 jugadores. Los jugadores se entrenarán de cara al certamen a partir del 26 de enero.
El 20 de febrero de 2015, Miguel Ángel Lemme, director técnico de la Selección Argentina Sub-17, entregó una lista con los 22 futbolistas en el cual fue convocado para que comenzara a entrenarse de cara al Campeonato Sudamericano Sub-17 de la categoría que se disputará a partir de marzo en Paraguay.

#### Detalle
| \| N.º \| Fecha \| Estadio \| Local \| Resultado \| Visitante \| Goles \| Asist. \| Competición \| \| ----- \| ---------- \| ----------------------------------------------------- \| --------- \| --------- \| --------- \| ----- \| ------ \| -------------------- \| \| 1 \| 11-03-2014 \| Estadio Bicentenario Municipal, Santiago, Chile \| Argentina \| 5-2 \| Perú \| \| \| Juegos Suramericanos \| \| 2 \| 13-03-2014 \| Estadio Bicentenario Municipal, Santiago, Chile \| Colombia \| 1-2 \| Argentina \| \| \| Juegos Suramericanos \| \| 3 \| 15-03-2014 \| Estadio Bicentenario Municipal, Santiago, Chile \| Argentina \| 1-0 \| Ecuador \| \| \| Juegos Suramericanos \| \| 4 \| 17-03-2014 \| Estadio Bicentenario Municipal, Santiago, Chile \| Argentina \| 1-2 \| Colombia \| \| \| Juegos Suramericanos \| \| 5 \| 06-03-2015 \| Estadio Dr. Nicolás Leoz, Asunción, Paraguay \| Argentina \| 1-2 \| Ecuador \| \| \| Sudamericano Sub-17 \| \| 6 \| 08-03-2015 \| Estadio Feliciano Cáceres, Luque, Paraguay \| Uruguay \| 2-1 \| Argentina \| \| \| Sudamericano Sub-17 \| \| 7 \| 10-03-2015 \| Estadio Feliciano Cáceres, Luque, Paraguay \| Argentina \| 4-1 \| Bolivia \| \| \| Sudamericano Sub-17 \| \| 8 \| 14-03-2015 \| Estadio Lic. Erico Galeano Segovia, Capiatá, Paraguay \| Argentina \| 1-0 \| Chile \| \| \| Sudamericano Sub-17 \| \| 9 \| 17-03-2015 \| Estadio Feliciano Cáceres, Luque, Paraguay \| Brasil \| 0-1 \| Argentina \| \| \| Sudamericano Sub-17 \| \| 10 \| 20-03-2015 \| Estadio Dr. Nicolás Leoz, Asunción, Paraguay \| Paraguay \| 1-4 \| Argentina \| \| \| Sudamericano Sub-17 \| \| 11 \| 18-10-2015 \| Estadio Nelson Oyarzún, Chillán, Chile \| Argentina \| 0-2 \| México \| \| \| Copa Mundial Sub-17 \| \| 12 \| 21-10-2015 \| Estadio Nelson Oyarzún, Chillán, Chile \| Argentina \| 0-4 \| Alemania \| \| \| Copa Mundial Sub-17 \| \| 13 \| 24-10-2015 \| Estadio Nelson Oyarzún, Chillán, Chile \| Argentina \| 1-2 \| Australia \| \| \| Copa Mundial Sub-17 \| \| Total \| \| Presencias \| 13 \| 7v-6d \| Goles \| 8 \| 1 \| \| |            |                                                       |           |           |           |       |        |                      |
| N.º | Fecha      | Estadio                                               | Local     | Resultado | Visitante | Goles | Asist. | Competición          |
| 1 | 11-03-2014 | Estadio Bicentenario Municipal, Santiago, Chile       | Argentina | 5-2       | Perú      |       |        | Juegos Suramericanos |
| 2 | 13-03-2014 | Estadio Bicentenario Municipal, Santiago, Chile       | Colombia  | 1-2       | Argentina |       |        | Juegos Suramericanos |
| 3 | 15-03-2014 | Estadio Bicentenario Municipal, Santiago, Chile       | Argentina | 1-0       | Ecuador   |       |        | Juegos Suramericanos |
| 4 | 17-03-2014 | Estadio Bicentenario Municipal, Santiago, Chile       | Argentina | 1-2       | Colombia  |       |        | Juegos Suramericanos |
| 5 | 06-03-2015 | Estadio Dr. Nicolás Leoz, Asunción, Paraguay          | Argentina | 1-2       | Ecuador   |       |        | Sudamericano Sub-17  |
| 6 | 08-03-2015 | Estadio Feliciano Cáceres, Luque, Paraguay            | Uruguay   | 2-1       | Argentina |       |        | Sudamericano Sub-17  |
| 7 | 10-03-2015 | Estadio Feliciano Cáceres, Luque, Paraguay            | Argentina | 4-1       | Bolivia   |       |        | Sudamericano Sub-17  |
| 8 | 14-03-2015 | Estadio Lic. Erico Galeano Segovia, Capiatá, Paraguay | Argentina | 1-0       | Chile     |       |        | Sudamericano Sub-17  |
| 9 | 17-03-2015 | Estadio Feliciano Cáceres, Luque, Paraguay            | Brasil    | 0-1       | Argentina |       |        | Sudamericano Sub-17  |
| 10 | 20-03-2015 | Estadio Dr. Nicolás Leoz, Asunción, Paraguay          | Paraguay  | 1-4       | Argentina |       |        | Sudamericano Sub-17  |
| 11 | 18-10-2015 | Estadio Nelson Oyarzún, Chillán, Chile                | Argentina | 0-2       | México    |       |        | Copa Mundial Sub-17  |
| 12 | 21-10-2015 | Estadio Nelson Oyarzún, Chillán, Chile                | Argentina | 0-4       | Alemania  |       |        | Copa Mundial Sub-17  |
| 13 | 24-10-2015 | Estadio Nelson Oyarzún, Chillán, Chile                | Argentina | 1-2       | Australia |       |        | Copa Mundial Sub-17  |
| Total |            | Presencias                                            | 13        | 7v-6d     | Goles     | 8     | 1      |                      |

No incluye partidos amistosos.

## Vida personal
Es hermano del también jugador de fútbol, Renzo Conechny.

## Estadísticas

### Clubes
Actualizado hasta su último partido disputado el 19 de agosto de 2025.
| Club                            | Div.          | Temporada     | Liga  | Liga  | Liga   | Copas nacionales | Copas nacionales | Copas nacionales | Torneos internacionales | Torneos internacionales | Torneos internacionales | Total | Total | Total  |
| Club                            | Div.          | Temporada     | Part. | Goles | Asist. | Part.            | Goles            | Asist.           | Part.                   | Goles                   | Asist.                  | Part. | Goles | Asist. |
| ------------------------------- | ------------- | ------------- | ----- | ----- | ------ | ---------------- | ---------------- | ---------------- | ----------------------- | ----------------------- | ----------------------- | ----- | ----- | ------ |
| C. A. San Lorenzo Argentina     | 1.ª           | 2016-17       | 7     | 0     | 0      | —                | —                | —                | —                       | —                       | —                       | 7     | 0     | 0      |
| C. A. San Lorenzo Argentina     | 1.ª           | 2017-18       | 7     | 0     | 0      | 1                | 0                | 0                | —                       | —                       | —                       | 8     | 0     | 0      |
| C. A. San Lorenzo Argentina     | Total club    | Total club    | 14    | 0     | 0      | 1                | 0                | 0                | 0                       | 0                       | 0                       | 15    | 0     | 0      |
| Portland Timbers Estados Unidos | 1.ª           | 2018          | 4     | 0     | 0      | —                | —                | —                | —                       | —                       | —                       | 4     | 0     | 0      |
| Portland Timbers Estados Unidos | 1.ª           | 2019          | 16    | 0     | 2      | 3                | 0                | 0                | —                       | —                       | —                       | 19    | 1     | 2      |
| Portland Timbers Estados Unidos | 1.ª           | 2020          | 8     | 0     | 0      | —                | —                | —                | —                       | —                       | —                       | 8     | 0     | 0      |
| Portland Timbers Estados Unidos | Total club    | Total club    | 28    | 1     | 2      | 3                | 0                | 0                | 0                       | 0                       | 0                       | 31    | 1     | 2      |
| Deportivo Maldonado · Uruguay   | 1.ª           | 2021          | 25    | 1     | 3      | —                | —                | —                | —                       | —                       | —                       | 25    | 1     | 3      |
| Deportivo Maldonado · Uruguay   | Total club    | Total club    | 25    | 1     | 3      | 0                | 0                | 0                | 0                       | 0                       | 0                       | 25    | 1     | 3      |
| Club Almagro Argentina          | 2.ª           | 2022          | 37    | 2     | 6      | —                | —                | —                | —                       | —                       | —                       | 37    | 2     | 6      |
| Club Almagro Argentina          | Total club    | Total club    | 37    | 2     | 6      | 0                | 0                | 0                | 0                       | 0                       | 0                       | 37    | 4     | 6      |
| Godoy Cruz Argentina            | 1.ª           | 2023          | 24    | 5     | 3      | 17               | 4                | 2                | —                       | —                       | —                       | 41    | 9     | 5      |
| Godoy Cruz Argentina            | 1.ª           | 2024          | 3     | 0     | 1      | 15               | 5                | 4                | 2                       | 0                       | 0                       | 20    | 5     | 5      |
| Godoy Cruz Argentina            | Total club    | Total club    | 27    | 5     | 4      | 32               | 9                | 6                | 2                       | 0                       | 0                       | 61    | 14    | 10     |
| Deportivo Alavés · España       | 1.ª           | 2024-25       | 22    | 1     | 0      | 2                | 0                | 0                | —                       | —                       | —                       | 24    | 1     | 0      |
| Deportivo Alavés · España       | Total club    | Total club    | 22    | 1     | 0      | 2                | 0                | 0                | 0                       | 0                       | 0                       | 24    | 1     | 0      |
| Racing Club Argentina           | 1.ª           | 2025          | 4     | 0     | 0      | 1                | 0                | 0                | 2                       | 0                       | 0                       | 7     | 0     | 0      |
| Racing Club Argentina           | Total club    | Total club    | 4     | 0     | 0      | 1                | 0                | 0                | 2                       | 0                       | 0                       | 7     | 0     | 0      |
| Total carrera                   | Total carrera | Total carrera | 162   | 12    | 15     | 39               | 9                | 6                | 4                       | 0                       | 0                       | 205   | 23    | 21     |
| 1. 2. 3.                        |               |               |       |       |        |                  |                  |                  |                         |                         |                         |       |       |        |

### Selecciones
Actualizado al 20 de mayo de 2017.
| Selección        | Año           | Amistoso | Amistoso | Amistoso | Eliminatorias | Eliminatorias | Eliminatorias | Mundial | Mundial | Mundial | Copa América | Copa América | Copa América | Juegos Olímpicos | Juegos Olímpicos | Juegos Olímpicos | Copa México de Naciones | Copa México de Naciones | Copa México de Naciones | Juegos Suramericanos | Juegos Suramericanos | Juegos Suramericanos | Total | Total | Total |
| Selección        | Año           | PJ       | G        | A        | PJ            | G             | A             | PJ      | G       | A       | PJ           | G            | A            | PJ               | G                | A                | PJ                      | G                       | A                       | PJ                   | G                    | A                    | PJ    | G     | A     |
| ---------------- | ------------- | -------- | -------- | -------- | ------------- | ------------- | ------------- | ------- | ------- | ------- | ------------ | ------------ | ------------ | ---------------- | ---------------- | ---------------- | ----------------------- | ----------------------- | ----------------------- | -------------------- | -------------------- | -------------------- | ----- | ----- | ----- |
| Argentina Sub-15 | 2013          | 0        | 0        | -        | 4             | 2             | ?             | -       | -       | -       | -            | -            | -            | -                | -                | -                | 5                       | 2                       | ?                       | -                    | -                    | -                    | 9     | 4     | ?     |
| Argentina Sub-15 | Total         | 0        | 0        | -        | 4             | 2             | ?             | -       | -       | -       | -            | -            | -            | -                | -                | -                | 5                       | 2                       | ?                       | -                    | -                    | -                    | 9     | 4     | ?     |
| Argentina Sub-17 | 2014          | 0        | 0        | -        | -             | -             | -             | -       | -       | -       | -            | -            | -            | -                | -                | -                | -                       | -                       | -                       | 4                    | 2                    | ?                    | 4     | 2     | ?     |
| Argentina Sub-17 | 2015          | 0        | 0        | -        | 8             | 5             | 3             | 3       | 1       | 0       | -            | -            | -            | -                | -                | -                | -                       | -                       | -                       | -                    | -                    | -                    | 11    | 6     | 3     |
| Argentina Sub-17 | Total         | 0        | 0        | -        | 8             | 5             | 3             | 3       | 1       | 0       | -            | -            | -            | -                | -                | -                | -                       | -                       | -                       | 4                    | 2                    | ?                    | 15    | 8     | 3     |
| Argentina Sub-20 | 2017          | 0        | 0        | -        | 8             | 1             | 4             | 3       | 0       | 1       | -            | -            | -            | -                | -                | -                | -                       | -                       | -                       | -                    | -                    | -                    | 11    | 1     | 5     |
| Argentina Sub-20 | Total         | 0        | 0        | -        | 8             | 1             | 4             | 3       | 0       | 1       | -            | -            | -            | -                | -                | -                | -                       | -                       | -                       | -                    | -                    | -                    | 11    | 1     | 5     |
| Total carrera    | Total carrera | 0        | 0        | -        | 20            | 8             | 7             | 6       | 1       | 1       | -            | -            | -            | -                | -                | -                | 5                       | 2                       | ?                       | 4                    | 2                    | ?                    | 35    | 13    | 8     |

#### Participaciones con la selección
| Torneo                                 | Sede          | Resultado      |
| -------------------------------------- | ------------- | -------------- |
| Copa México de Naciones Sub-15 de 2013 | México        | Campeón        |
| Sudamericano Sub-15 2013               | Bolivia       | Tercer lugar   |
| Juegos Suramericanos Sub-17 de 2014    | Chile         | Subcampeón     |
| Sudamericano Sub-17 2015               | Paraguay      | Subcampeón     |
| Copa Mundial de Fútbol Sub-17 de 2015  | Chile         | Fase de grupos |
| Sudamericano Sub-20 2017               | Ecuador       | Cuarto lugar   |
| Copa Mundial de Fútbol Sub-20 de 2017  | Corea del Sur | Fase de grupos |

## Palmarés

### Campeonatos nacionales
| Título      | Club             | Sede    | Año  |
| ----------- | ---------------- | ------- | ---- |
| MLS is Back | Portland Timbers | Orlando | 2020 |

### Campeonatos internacionales
| Título                         | Selección        | Sede      | Año  |
| ------------------------------ | ---------------- | --------- | ---- |
| Copa México de Naciones Sub-15 | Argentina sub-15 | México DF | 2013 |